# Z40/41・Z42/39次列車
Z40/41・Z42/39次列車（中国語: Z40/41、Z42/39次列车）とは、中華人民共和国上海市と新疆ウイグル自治区（東トルキスタン）ウルムチ市を結ぶ、中国鉄路総公司ウルムチ鉄路局が運行する優等列車である。日本ではシルクロード特快と呼称されることもある。Z40、Z41はウルムチ行き、Z42、Z39は上海行きの列車番号であり、どちらも途中の徐州駅で列車番号が変更される。

## 概要
Z40/41・Z42/39次列車はウルムチ鉄路局が運行する直達特快列車で、乗務員はウルムチ鉄路局ウルムチ客運段上海行き列車チームが担当している。使用車輛は25T系客車で、運行距離は4,056kmである。Z40/41・Z42/39次列車は途中、京滬線、隴海線、蘭新線、蘭新線第二複線を経由し、その経路は上海市、江蘇省、安徽省、河南省、陝西省、甘粛省、青海省、新疆ウイグル自治区の8つの省区に跨り、百里風区やゴビ砂漠などの景勝地を通過する。Z40/41・Z42/39次列車は、2006年に広州-ラサ間のZ264/265・Z266/263次列車が運行を開始するまで、モスクワ行き列車と臨時列車を除けば中国最長距離かつ最長運行時間となり、沿線の自然環境が最も苛酷な列車であった。
上海発ウルムチ行き列車の所要時間は38時間51分で、使用される列車番号はZ40/41次である。ウルムチ南駅発上海行き列車の所要時間は39時間29分で、使用される列車番号はZ42/39次である。2007年には、中国鉄道部から10年連続で「紅旗列車」、「五一労働獎状」、「青年文明号」などの称号を贈られ、300あまりの列車や駅から顧客満足度1位に選ばれた。

## 歴史
Z40/41・Z42/39次列車の前身は、1960年代初期に運行を開始した上海～ウルムチ間の列車である。列車番号は52/53・54/51次で、1960年代当時、上海と中国西北部を結ぶ唯一の列車であった。しかし1968年までは南京長江大橋が未完成であったため、上海～ウルムチ間を移動するのに101時間3分を要した南京長江大橋開通後、52/53、54/51次列車の運行時間は短縮したが、1997年4月1日に第一次大提速（ダイヤ改正）が行われるまで、上海～ウルムチ間の所要時間は76時間35分であった。
文化大革命の期間、上山下郷運動によって都市部の青年たちの農村への移住が半強制的に勧められたため、52/53・54/51次列車の主な乗客は知識青年たちであった。知識青年たちは移住のため多くの荷物を持参していたのだが、上海～ハルビン間で運行された56次列車と並んで盗難被害が相次いだ。そのため被害に遭った知識青年たちは52/53・54/51次列車のことを「強盜車」と呼んだ。作家王安憶は、自身の短篇小説『この列車の終着駅』（本次列车终点）及び『51/52次列車』（51/52次列车）で、東トルキスタンから上海に戻る、この時代の51次列車のことを題材にしている。
1997年，52/53・54/51次列車は空調車に置き換えられた。2000年10月21日、第三次大提速が行われ、52/53・54/51次列車は特快列車に格上げの上、列車番号がT52/53・T54/51次に変更された。さらに2014年12月10日には、T52/53・T54/51次列車は直達特快列車に格上げの上、列車番号がZ40/41・42/39次列車に変更された。Z41/42の列車番号は元々天津～上海間の直達特快列車に使用されていたが、2009年8月15日に廃止されて以降欠番となっていた。また蘭新線第二複線の開通に伴い、2014年12月28日より西寧駅を経由するようになった。
（2016年10月）現在、上海～ウルムチ間の所要時間は39時間22分であるが、中国国内列車で最も運行時間の長い列車はチチハル～ウルムチ間で運行されているK1082/1083・K1084/1081次列車で、その運行時間はチチハル行きで67時間32分に及ぶ。

## 列車編成

### 牽引機
| 運行区間                 | 上海 ↔ 蘭州                                                   | 蘭州 ↔ ウルムチ                                                             |
| 機関車 所属 機関士所属駅 | HXD3D型電気機関車 蘭州鉄路局蘭州機務段 上海、徐州、西安、蘭州 | HXD1D型電気機関車 / HXD3D型電気機関車 蘭州鉄路局蘭州機務段 クムル、ウルムチ |

### 客車
| 運行区間   | ウルムチ↔上海              | ウルムチ↔上海 | ウルムチ↔上海              | ウルムチ↔上海              |
| 号車番号   | 1-4                        | 5             | 6                          | 7-18                       |
| 車輛の種類 | YZ25T 硬座車 （2等座席車） | CA25T 食堂車  | RW25T 軟臥車 （1等寝台車） | YW25T 硬臥車 （2等寝台車） |

- 2014年12月10日以前のT52/53・T54/51次列車では、25K系客車（中国語版）が使用されていた。18輛編成で、硬臥車（2等寝台車）10輛、硬座車（2等座席車）3輛、軟臥車（1等寝台車）、食堂車、荷物車、郵便車と電源車各1輛で構成されていた。2014年12月10日以降、T52/53・T54/51次列車で使用されていた編成は、上海～グルジャ間で運行を開始したT206/203・T204/205次列車（中国語版）に使用されている。

| 運行区間   | ウルムチ↔上海 | ウルムチ↔上海              | ウルムチ↔上海 | ウルムチ↔上海              | ウルムチ↔上海              | ウルムチ↔上海 | ウルムチ↔上海 |
| 号車番号   | 1             | 2-4                        | 5             | 6                          | 7-16                       | 17            | 18            |
| 車輛の種類 | UZ25K 郵便車  | YZ25K 硬座車 （2等座席車） | CA25K 食堂車  | RW25K 軟臥車 （1等寝台車） | YW25K 硬臥車 （2等寝台車） | KD25K 電源車  | XL25K 荷物車  |

## 時刻表
- 2016年6月現在。

| Z40/41次 （ウルムチ行き） | Z40/41次 （ウルムチ行き） | Z40/41次 （ウルムチ行き） | Z40/41次 （ウルムチ行き） | Z40/41次 （ウルムチ行き） | 停車駅                | Z42/39次 （上海行き） | Z42/39次 （上海行き） | Z42/39次 （上海行き） | Z42/39次 （上海行き） | Z42/39次 （上海行き） |
| 列車番号                  | 走行距離                  | 日数                      | 到着時間                  | 出発時間                  | 停車駅                | 到着時間              | 出発時間              | 日数                  | 走行距離              | 列車番号              |
| ------------------------- | ------------------------- | ------------------------- | ------------------------- | ------------------------- | --------------------- | --------------------- | --------------------- | --------------------- | --------------------- | --------------------- |
| Z40                       | 0                         | 1                         | —                         | 19:40                     | 上海                  | 11:57                 | —                     | 3                     | 4056                  | Z39                   |
| Z40                       | 49                        | 1                         | ↓                         | ↓                         | 昆山                  | ↑                     | ↑                     | 3                     | 4007                  | Z39                   |
| Z40                       | 84                        | 1                         | 20:25                     | 20:28                     | 蘇州                  | 11:02                 | 11:07                 | 3                     | 3972                  | Z39                   |
| Z40                       | 126                       | 1                         | 21:10                     | 21:14                     | 無錫                  | 10:32                 | 10:36                 | 3                     | 3930                  | Z39                   |
| Z40                       | 165                       | 1                         | 21:35                     | 21:38                     | 常州                  | 10:08                 | 10:11                 | 3                     | 3891                  | Z39                   |
| Z40                       | 209                       | 1                         | ↓                         | ↓                         | 丹陽                  | ↑                     | ↑                     | 3                     | 3847                  | Z39                   |
| Z40                       | 237                       | 1                         | ↓                         | ↓                         | 鎮江                  | ↑                     | ↑                     | 3                     | 3819                  | Z39                   |
| Z40                       | 301                       | 1                         | 22:50                     | 22:59                     | 南京                  | 09:00                 | 09:06                 | 3                     | 3755                  | Z39                   |
| Z40                       | —                         | 1                         | ↓                         | ↓                         | 長江 （南京長江大橋） | ↑                     | ↑                     | 3                     | —                     | Z39                   |
| Z40                       | 485                       | 2                         | 00:31                     | 00:34                     | 蚌埠                  | 07:23                 | 07:28                 | 3                     | 3571                  | Z39                   |
| Z41                       | 649                       | 2                         | 02:03                     | 02:09                     | 徐州                  | 05:52                 | 06:04                 | 3                     | 3407                  | Z39                   |
| Z41                       | 795                       | 2                         | ↓                         | ↓                         | 商丘                  | ↑                     | ↑                     | 3                     | 3261                  | Z42                   |
| Z41                       | 998                       | 2                         | 04:53                     | 05:00                     | 鄭州                  | 02:57                 | 03:05                 | 3                     | 3058                  | Z42                   |
| Z41                       | 1122                      | 2                         | 06:21                     | 06:24                     | 洛陽                  | 01:31                 | 01:34                 | 3                     | 2934                  | Z42                   |
| Z41                       | 1509                      | 2                         | 11:00                     | 11:10                     | 西安                  | 20:40                 | 20:50                 | 2                     | 2547                  | Z42                   |
| Z41                       | 1682                      | 2                         | 12:44                     | 12:49                     | 宝鶏                  | 19:01                 | 19:10                 | 2                     | 2374                  | Z42                   |
| Z41                       | 1837                      | 2                         | 14:24                     | 14:35                     | 天水                  | 16:20                 | 16:28                 | 2                     | 2219                  | Z42                   |
| Z41                       | 2185                      | 2                         | 18:24                     | 18:39                     | 蘭州                  | 12:03                 | 12:18                 | 2                     | 1871                  | Z42                   |
| Z41                       | 2383                      | 2                         | 20:17                     | 20:25                     | 西寧                  | 10:01                 | 10:07                 | 2                     | 1673                  | Z42                   |
| Z41                       | 2680                      | 2                         | 22:34                     | 22:38                     | 張掖西                | 07:51                 | 07:55                 | 2                     | 1376                  | Z42                   |
| Z41                       | 2899                      | 3                         | 00:20                     | 00:30                     | 嘉峪関                | 05:31                 | 05:39                 | 2                     | 1157                  | Z42                   |
| Z41                       | 3196                      | 3                         | 03:12                     | 03:18                     | 柳園                  | 03:09                 | 03:15                 | 2                     | 860                   | Z42                   |
| Z41                       | 3517                      | 3                         | 06:08                     | 06:11                     | クムル（ハミ）        | 00:10                 | 00:20                 | 1                     | 539                   | Z42                   |
| Z41                       | 3798                      | 3                         | 08:27                     | 08:29                     | ピチャン北            | 22:10                 | 22:13                 | 1                     | 258                   | Z42                   |
| Z41                       | 3889                      | 3                         | 09:17                     | 09:20                     | トルファン北          | 21:23                 | 21:26                 | 1                     | 167                   | Z42                   |
| Z41                       | 4047                      | 3                         | 10:37                     | 10:46                     | ウルムチ南            | 19:33                 | 19:45                 | 1                     | 9                     | Z42                   |
| Z41                       | 4056                      | 3                         | 11:02                     | —                         | ウルムチ              | —                     | 19:17                 | 1                     | 0                     | Z42                   |

## 脚註
1. 1 2 3  『2016.06 全国鉄路旅客列車時刻表』 p70
2. 1 2  阿部、岡田 p173
3. ↑  桜井 p10
4. ↑  阿部、岡田 p62
5. ↑  “乌铁局上海车队构建高品质和谐精品列车（簡体字中国語）”.  テンセント (2007年11月26日). 2015年10月29日閲覧。
6. ↑  “第三节 客运组织（簡体字中国語）”.   上海市地方志办公室. 2015年10月29日閲覧。
7. ↑  “热水瓶从前辰光当宝货（簡体字中国語）”.  新民晚报 (2013年10月20日). 2015年10月29日閲覧。
8. ↑  “70年代上海购物记（簡体字中国語）”.   香港中文大学中国研究服务中心. 2015年10月29日閲覧。
9. ↑  “可能载入历史的历史 我们走在大路上（簡体字中国語）”.   华夏地理 (2009年1月8日). 2015年10月29日閲覧。
10. ↑  “乌鲁木齐交通志[1985年--2005年] 第二篇 铁路（簡体字中国語）”.   乌鲁木齐市交通运输局 (2013年1月7日). 2015年10月29日閲覧。
11. ↑  “上海列车调整规划面世（簡体字中国語）”. 上海青年报. (2000年10月11日) 2015年10月29日閲覧。
12. ↑  “上海站列车时刻表（簡体字中国語）”.   新浪新闻 (2000年10月21日). 2015年10月29日閲覧。
13. ↑  “津沪Z字头升级为动卧 Z41和Z42次列车“隐退”（簡体字中国語）”. 人民网天津视窗. (2009年8月1日) 2015年10月29日閲覧。
14. ↑  “12月26日兰新高铁全线开通运营  24日14时起售出疆动车票（簡体字中国語）”. 天山网. (2014年12月24日) 2016年10月10日閲覧。
15. ↑  『2016.06 全国鉄路旅客列車時刻表』 p87